# 空軍警衛部隊
中華民國空軍警衛部隊，為直屬中華民國空軍的一支地面武裝步兵部隊，主要任務為守備全國各機場與空軍各戰略要地之安全警備衛哨勤務，並肩負實行機場反劫機、反空降等特種作戰任務。另空軍警衛部隊同時具有空軍司法警察身份，於空軍各所屬基地執行維持營規軍紀規定，若遭逢空軍部隊駐地發生暴亂情形時，警衛部隊得奉令依法執行鎮暴任務。

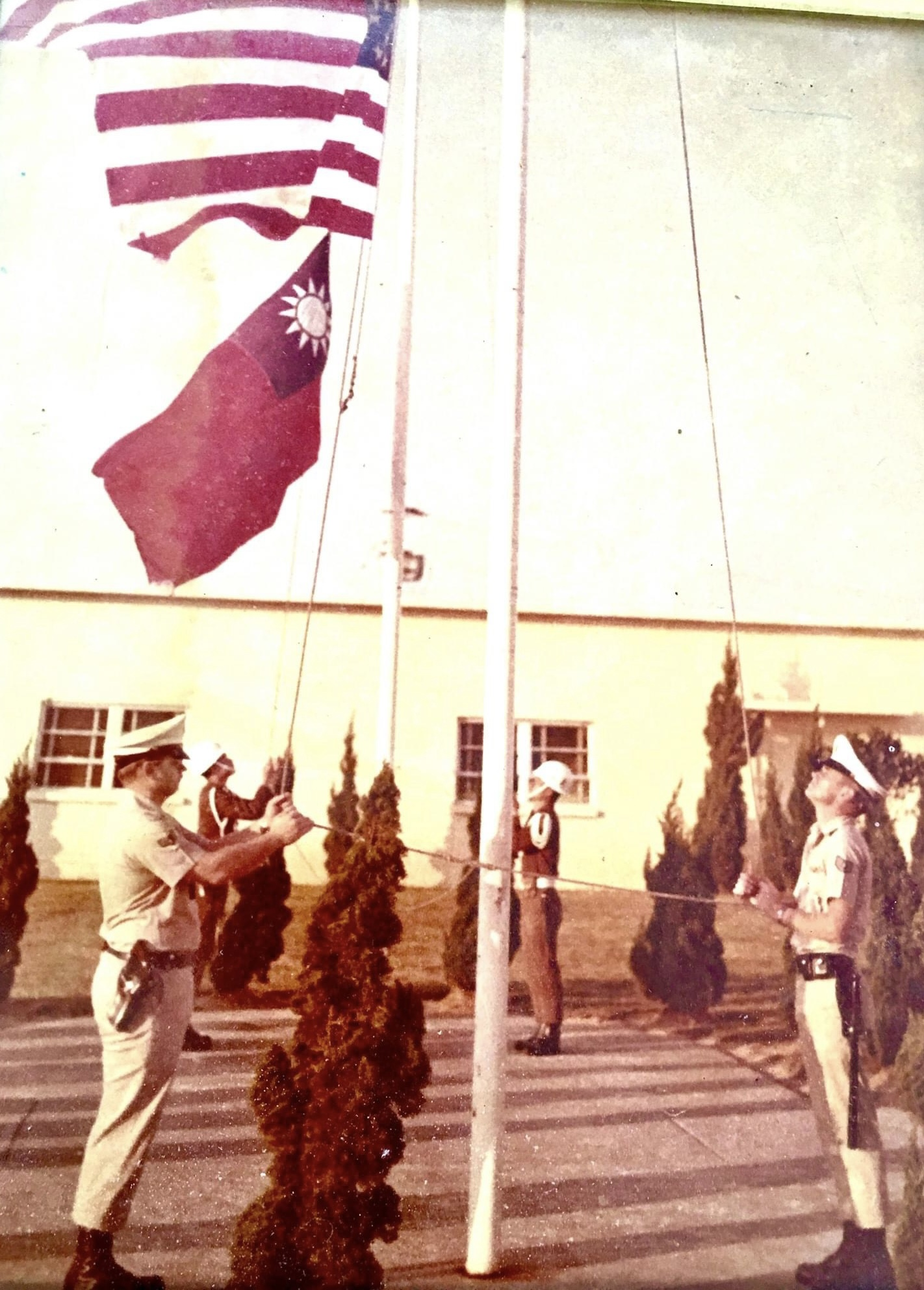
1973年，清泉崗基地的升旗儀式，由美國空軍憲兵與國軍空軍警衛部隊負責

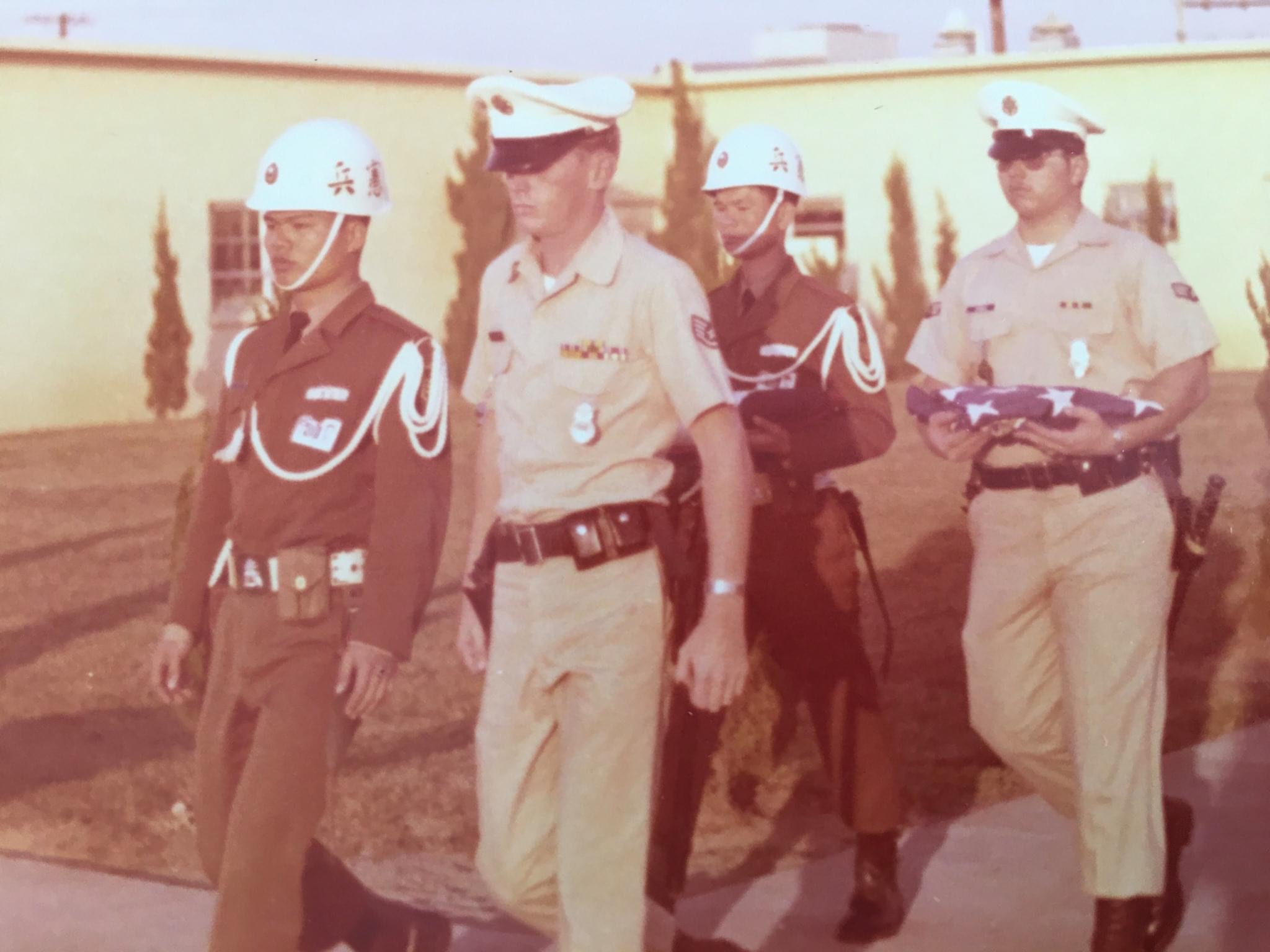
1973年，清泉崗基地的升旗儀式，由美國空軍憲兵（右）與國軍空軍警衛部隊（左）負責

## 沿革
空軍警衛部隊，於1925年創建於廣州，當時名為航空掩護隊，下轄步兵1個連，隸屬於國民革命軍總司令部航空處。
1927年，該部隊隨著國民革命軍北伐而移駐南京，航空掩護隊隨著空軍發展需要，擴編為步兵3個連，工兵1個連。1930年5月，擴編為航空掩護大隊，轄步兵5個連。

1934年5月，編為特務大隊，改隸國民政府軍事委員會特務團，並增編重機槍連，以及接收軍委會撥交之高射炮兩連。1935年8月，再改隸陸軍軍官學校教導總隊特務大隊，下轄步兵8連、工兵1連、小砲2連、重機槍1連。同年11月，所屬之8個步兵連，改編為2個步兵營，其餘部隊直屬大隊部。 

1936年11月，廣東空軍特務營，及航校掩護營，均併入掩護大隊，並改編為特務團，團長李良榮。
1937年，由於空軍之日漸擴展，警衛勤務益趨繁重，兵力擴編為8個步兵營與6個直屬連。 

1938年9月，成立航空特務旅（全中國5個空軍軍區各設1個旅，每旅下轄3個團） ，萬用霖將軍升任旅長。

為適應空軍建軍要求，1946年7月陸續擴充至9個步兵團。1947年8月，改組為空軍地面警衛司令部，下轄2個步兵旅，第一旅駐上海，第二旅駐漢口和兩個獨立團。 

1949年移駐臺灣而全面縮編；1950年7月1日空軍警衛第一旅改組為空軍警衛旅司令部，下轄3個步兵團與1個幹部訓練班，仍隸屬於空軍總司令部，首任旅長為易國瑞將軍。空軍警衛第二旅與陸軍第五十師及第三五○師各一部合併編成陸軍第四十五師，首任師長為原空軍警衛第二旅旅長勞聲寰，第四十五師後漸沿革為海軍陸戰隊第六十六旅。
1968年1月，空軍警衛旅，奉令精簡團號，成為警衛營；下轄9個警衛營。
1984年7月，空軍警衛旅改番號為空軍警衛指揮部。 

1991年9月1日執行「天祥四號演習」，併編空軍防空砲兵司令部，成立空軍防砲警衛司令部，下轄4個防砲警衛指揮部（第九一一指揮部-台北、第九一二指揮部-台中、第九一三指揮部-高雄、第九一四指揮部-花蓮）、1個三軍防空砲兵基地訓練中心、1個幹部教育訓練班、14個防砲營、11個警衛營（各層級共約86-88個連）。 

2006年1月1日執行「和平專案」，空軍警衛駐機場各營移撥國防部憲兵司令部。空軍警衛部隊自此正式走入歷史 

## 編制
空軍警衛部隊自精實案後核定編制爲11個營（33個連）；每營設有營部連，下有3-4個連；各連除連部及3個排，每個排下轄3個警衛班；一個警衛班編制11人，區分為二名士官及九名士兵。
另外在每連的連部設有1分鐘機動待命班，由內部各單位人員輪值輪調。
- 防空警衛司令部（桃園八德懷德山莊）
  - 幹訓班（雲林虎尾）
  - 指揮部（北911、中912、南913、東914）
    - 本部連
    - 警衛營（1～11營；各約500名；營部 + 4個連）
      - 營部連（營長 + 副營長 + 營輔導長〖政戰〗 + 營士官長 + 参一至參六）
      - 軍犬班
      - 警衛連（120名；連部 + 3-4個排）
        - 連部（連長 + 副連長 + 輔導長〖政戰〗 + 士官長 + 行政士官）
        - 1分鐘機動待命班（各單位抽調輪值；2輛悍馬車上各架一副T75班用機槍，並配一名背77（拐拐）的通訊兵）
        - 警衛排（35名；排長 + 副排長 + 3個班）
          - 警衛班（11名；班長 + 副班長 + 3個伍）
            - 伍（伍長 + 2名士兵）

## 駐地
警衛指揮部時期之編制駐地:

空軍警衛指揮部 : 雲林虎尾

警衛第一營（第1、2、3連）: 嘉義水上

警衛第二營（第4、5、6、7連）: 台中清泉崗

警衛第三營（第8、9、10連）: 台中水湳

警衛第四營（第11、12、13、14連）: 台北松山

警衛第五營（第15、16、17、18連）: 桃園 （18連外防連，龜山油庫.龍潭冬瓜山彈藥庫，空軍懷德山莊，員樹林監電.變電所,樂山雷達站）

警衛第六營（第19、20、21、22連）: 新竹

警衛第七營（第23、24、25、26連）: 屏東

警衛第八營（第27、28、29、30連）: 台南

警衛第九營（第31、32、33、34連）: 高雄岡山

警衛第十營（第35、36、37連）: 台東志航

警衛第十一營（第38、39連）: 花蓮
38、39連於1989年9月成立，該年12月38連開始頻繁換防，從虎尾.桃園，新竹，台中，1991年回防花蓮佳山；39連在初期接防澎湖馬公（原單位陸軍防砲裁撤），1992年回防台東建安計畫，警衛38、39連初期為換防連，接替上述各警衛連整訓。
1991年成立了40連，編制隸屬警衛第七營第四連；1992年初，39連 調回台東後，40連接手駐防澎湖馬公。
- 警衛獨立第14連即為空軍儀隊

從警衛第一連到警衛第四十連，分佈在全國各空軍機場、油彈庫、雷達站等所有空軍的要塞。每個連都必須輪流到虎尾指揮部進行整訓，但駐守松山機場的四個連不必整訓。

## 歷史將領 & 名人
空軍中將 易國瑞 將軍，1950年任職空軍警衛旅少將旅長 

陸軍中將 萬用霖 將軍，1947年任職空軍地面警衛司令部司令兼任幹訓班主任 

陸軍少將 范麟 將軍，1948年任職空軍警衛第一旅少將旅長 

陸軍少將 勞聲寰 將軍，曾任職空軍警衛第二旅少將旅長

空軍少將 羅中揚 將軍，1961年任職空軍警衛旅少將旅長

音樂家：李泰祥

藝人：鄭進一

球星：蔡仲南